# Tizi N'Isly
Tizi N'Isly är en ort i Marocko.   Den ligger i regionen Béni Mellal-Khénifra, 200 km sydost om huvudstaden Rabat.